# بن راتلج
بن راتلج (انگلیسی: Ben Rutledge؛ زادهٔ ۹ نوامبر ۱۹۸۰) قایقران روئینگ اهل کانادا بود.